# صاران (المخادر)

تعديل مصدري - تعديل

صاران هي إحدى قرى عزلة الصفي بمديرية المخادر التابعة لمحافظة إب، بلغ تعداد سكانها 493 نسمة حسب تعداد اليمن لعام 2004.